# Leuchtturm List West
Der weiße Leuchtturm List West liegt auf der Sylter Halbinsel Ellenbogen. Er wurde vom Königreich Dänemark erbaut und ist nicht nur der nördlichste Leuchtturm, sondern auch das nördlichste Gebäude Deutschlands. Außerdem ist er der älteste Leuchtturm an der Westküste Schleswig-Holsteins und der erste aus Gusseisen hergestellte Leuchtturm in Deutschland.
Das heute elektrisch betriebene Leit- und Orientierungsfeuer ist mit einer Halogenmetalldampflampe von 230 V/250 W ausgestattet und wird seit 1977 ferngesteuert. Die Kennung ist alle sechs Sekunden eine Unterbrechung des Lichtscheins (Ubr. 6 s), erzeugt durch eine Umlaufblende. Eine Besteigung oder Besichtigung ist nicht möglich.
List West hat einen Zwillingsturm List Ost, der gleichzeitig in Dienst gestellt wurde und mit 13,6 m etwas höher ist.